# 1674
1674 (MDCLXXIV) a fost un an obișnuit al calendarului gregorian, care a început într-o zi de sâmbătă.

## Nașteri
- 2 august: Filip al II-lea, Duce de Orléans, regent al Franței pentru Ludovic al XV-lea (d. 1723)

## Decese
- 8 noiembrie: John Milton  (n. 1608)
- 12 august: Philippe de Champaigne pictor francez (n. 1602)
- 22 februarie: Jean Chapelain  (n. 1595)
- 30 iulie: Karel Škréta pictor ceh (n. 1610)
- 7 decembrie: Carol, Prinț de Brandenburg  (n. 1655)
- dată necunoscută: Bernard Frénicle de Bessy matematician francez (n. 1604)
- dată necunoscută: Grigore I Ghica  (n. 1628)